# Sandra Escacena
Sandra Escacena (Madrid, 30 marzo 2001) è un'attrice spagnola, nota per il suo ruolo da protagonista nel film Veronica di Paco Plaza.

## Filmografia parziale

### Cinema
- Veronica (Verónica), regia di Paco Plaza (2017)

### Televisione
- Paquita Salas (2018)
- Hospital Valle Norte (2019)
- Madres (2020)

## Riconoscimenti
- Festival Cinepocalypse
  - 2017 – Premio come miglior attrice nel film Veronica
- Medallas del CEC
  - 2018 – Premio come miglior attrice rivelazione nel film Veronica
- Premio Goya
  - 2018 – candidatura Premio come miglior attrice rivelazione nel film Veronica
- Premio Feroz
  - 2018 – candidatura Premio come miglior attrice protagonista nel film Veronica